# Homoneura vittala
Homoneura vittala är en tvåvingeart som beskrevs av Kim 1994. Homoneura vittala ingår i släktet Homoneura och familjen lövflugor. Inga underarter finns listade i Catalogue of Life.